# Валя-Менестірій (Арджеш)
Валя-Менестірій (рум. Valea Mănăstirii) — село у повіті Арджеш в Румунії. Входить до складу комуни Цицешть.
Село розташоване на відстані 107 км на північний захід від Бухареста, 21 км на північний схід від Пітешть, 122 км на північний схід від Крайови, 84 км на південний захід від Брашова.

## Населення
За даними перепису населення 2002 року у селі проживали 1080 осіб, усі — румуни. Усі жителі села рідною мовою назвали румунську.